# Chiostro dei Santi Apostoli
Il Chiostro dei Santi Apostoli è un chiostro monumentale di Napoli ed è ubicato in largo Santi Apostoli, 8/A.
Venne fondato nel 1590 dai Teatini su progetto del teatino Francesco Grimaldi e fu completato da Giovan Giacomo di Conforto nel 1630.
Fu abitato dall'ordine religioso fino alla soppressione avvenuta nel 1809 ed in seguito ebbe numerose destinazioni d'uso, come caserma militare, fabbrica di tabacchi ed infine divenne sede del Liceo Artistico Statale Di Napoli Napoli.
Di pianta rettangolare, presenta diciannove arcate per sette. 
Negli anni settanta del '900, ad opera dell'architetto Mario Rispoli, fu riportata alla luce la struttura originaria già modificata nel XVIII secolo con l'aggiunta di nuovi corpi di fabbrica.